# Mortimer Mishkin
Mortimer Mishkin (* 13. Dezember 1926 in Fitchburg, Massachusetts; † 2. Oktober 2021 in Bethesda, Maryland) war ein US-amerikanischer Neuropsychologe am National Institute of Mental Health, einer Einrichtung der National Institutes of Health (NIH) in Bethesda, Maryland. Mishkin untersuchte die neurobiologischen Grundlagen von Wahrnehmung und Gedächtnis.

## Leben
Mishkin erwarb 1946 am Dartmouth College einen Bachelor in Betriebswirtschaftslehre, 1949 an der McGill University bei Donald O. Hebb einen Master in Psychologie und 1951 ebendort bei Haldor Enger Rosvold (1916–1997) und Karl H. Pribram einen Ph.D., während die Arbeiten dazu an der Yale University durchgeführt wurden. Als Postdoktorand arbeitete Mishkin bei Pribram am Institute of Living in Hartford, Connecticut, und bei Hans-Lukas Teuber am Bellevue Medical Center in New York City.
1955 ging Mishkin als Forscher an das National Institute of Mental Health (NIMH), wo er zwischen 1980 und 1997 Leiter des Labors für Neuropsychologie und von 1994 bis 1997 Vizedirektor für Grundlagenforschung war. Mishkin war 2016 immer noch geschäftsführender Leiter des Labors für Neuropsychologie am NIMH.

## Wirken
Mishkin und Mitarbeiter trugen wesentlich zur Identifikation der Gebiete der Hirnrinde bei, die für Wahrnehmung und Gedächtnis beim Primaten verantwortlich sind. Mishkin konnte zeigen, dass das Wissen über das Vorhandensein einerseits und die Lokalisation andererseits eines Reizes (Sehen, eventuell auch Hören und Fühlen) von der Aktivität in unterschiedlichen Nervenbahnen abhängt, die in der Hirnrinde jeweils hierarchisch angeordnet sind.
Weitere Arbeiten Mishkins befassten sich mit der Organisation der Gedächtnissysteme. So geht die Unterscheidung von „deklarativem Gedächtnis“ (engl. cognitive memory) unter der Beteiligung des limbischen Systems und „prozeduralem Gedächtnis“ (engl. noncognitive memory) unter der Beteiligung von Kleinhirn und Basalganglien auf Mishkin zurück.

## Schriften (Auswahl)
- M. Mishkin, E. A. Murray: Stimulus recognition. In: Current Opinion in Neurobiology. Band 4, Nr. 2, 1994, S. 200–206. doi:10.1016/0959-4388(94)90073-6.
- A. Poremba, R. C. Saunders, A. M. Crane, M. Cook, L. Sokoloff, M. Mishkin: Functional mapping of the primate auditory system. In: Science. (New York, N.Y.). 299, 2003, S. 568–572. PMID 12543977 doi:10.1126/science.1078900.
- F. Vargha-Khadem, D. G. Gadian, A. Copp, M. Mishkin: FOXP2 and the neuroanatomy of speech and language. In: Nature Reviews. Neuroscience. Band 6, 2005, S. 131–138. PMID 15685218 doi:10.1038/Nrn1605.
- R. Desimone, J. Moran, S. J. Schein, M. Mishkin: A role for the corpus callosum in visual area V4 of the macaque. In: Visual Neuroscience. Band 10, 2009, S. 159–171. PMID 8424923 doi:10.1017/S095252380000328X.
- D. J. Kravitz, K. S. Saleem, C. I. Baker, L. G. Ungerleider, M. Mishkin: The ventral visual pathway: an expanded neural framework for the processing of object quality. In: Trends in Cognitive Sciences. Band 17, 2013, S. 26–49. PMID 23265839 doi:10.1016/j.tics.2012.10.011.

## Auszeichnungen (Auswahl)
- 1984 Mitglied der National Academy of Sciences[4]
- 1989 Mitglied der American Academy of Arts and Sciences[5]
- 1995 Neuronal Plasticity Prize[6]
- 1996 Karl Spencer Lashley Award
- 2008 Ralph-W.-Gerard-Preis[7]
- 2009 National Medal of Science[8]
- 2011 George A. Miller Prize in Cognitive Neuroscience
- 2012 Grawemeyer Award für Psychologie[9]
- 2016 NAS Award in the Neurosciences[10]